# Anille (rivière)
L'Anille [anij], parfois nommée Anillé, est une rivière française, affluent de la Braye en rive droite, et qui coule dans le département de la Sarthe et la région naturelle du Perche.
C'est un sous-affluent de la Loire par la Braye, le Loir et la Maine.

## Géographie
L'Anille naît sur le territoire de la commune sarthoise de Conflans-sur-Anille, au sein du bois de Marchevert, partie de la forêt de Vibraye. Son cours a une longueur de 27,3 km et se déroule grosso modo suivant une orientation allant du nord-nord-ouest vers le sud-sud-est. Elle se jette dans la Braye en rive droite, au niveau de Bessé-sur-Braye.

## Communes traversées
Elle traverse successivement les localités de Conflans-sur-Anille, Montaillé, Saint-Calais, Saint-Gervais-de-Vic, La Chapelle-Huon et Bessé-sur-Braye, toutes situées dans le département de la Sarthe.

## Affluents
L'Anille a six affluents référencés :
- le Roulecrotte (rg), 7,4 km sur les communes de Berfay et Conflans-sur-Anille
- le Ruisseau de Pibeau (rd), 7,0 km sur les communes de Montaillé et Saint-Calais
- le Torrent de Cédron (rg), 2,5 km à Saint-Calais
- le Ruisseau des Ripes (rg), 3,7 km à Saint-Calais
- le Riverelle (rd), 5,9 km sur les communes de Saint-Calais et Saint-Gervais-de-Vic
- la Redonne (rd), 7,3 km sur les communes de Saint-Gervais-de-Vic et La Chapelle-Huon

## Étymologie
Peut venir de l'ancien français anille, issu du latin anaticula (« petit canard ») qui désignait le fer incrusté et scellé dans la meule tournante d’un moulin, et solidaire de l’axe ou de la manivelle d’entraînement.

## Hydrologie
L'Anille est une rivière moyennement abondante. Son débit a été observé durant une période de douze ans (1996-2008), à Saint-Gervais-de-Vic, localité située à cinq kilomètres de son confluent avec la Braye. Le bassin versant de la rivière est de 98 km2.
Le module de la rivière à Saint-Gervais-de-Vic est de 0,610 m3/s.
L'Anille a des fluctuations saisonnières de débit peu marquées. La période des hautes eaux se déroule en saison hivernale, et présente des débits mensuels moyens oscillant entre 0,86 et 1,14 m3/s, de décembre à mars inclus (avec un maximum assez net en janvier et un second plus modeste en mars). Dès le mois d'avril, le débit diminue doucement pour aboutir à la période des basses eaux, assez longue, qui se déroule de juin à septembre, amenant une baisse du débit mensuel moyen allant jusqu'à 0,298 m3/s au mois d'août, ce qui est très confortable, voire abondant pour un aussi petit cours d'eau. Mais les fluctuations de débit peuvent être plus importantes d'après les années et sur des périodes plus courtes.
À l'étiage le VCN3 peut chuter jusque 0,150 m3/s, en cas de période quinquennale sèche, soit 150 litres par seconde, ce qui n'est absolument pas sévère et dépasse le VCN3 de bien des cours d'eau au débit moyen supérieur à celui de l'Anille.
Les crues peuvent être assez importantes, compte tenu de l'exigüité du bassin versant et du faible niveau du module. Les QIX 2 et QIX 5 valent respectivement 11 et 17 m3/s. Le QIX 10 est de 20 m3/s, le QIX 20 de 24 m3/s, tandis que le QIX 50 n'a pas encore été calculé faute de temps d'observation.
Le débit instantané maximal enregistré à Saint-Gervais-de-Vic durant cette période, a été de 22 m3/s le 13 janvier 2004, tandis que le débit journalier maximal enregistré était de 16,2 m3/s le même jour. Ces chiffres donnent une idée, peut-être partielle, de l'importance relative des crues du cours d'eau.
L'Anille est une rivière assez abondante dans le contexte des affluents du Loir. La lame d'eau écoulée dans son bassin versant est de 198 millimètres annuellement, ce qui est certes fort inférieur à la moyenne d'ensemble de la France tous bassins confondus (300 millimètres), mais nettement supérieur à la moyenne du bassin du Loir (129 millimètres). Le débit spécifique de la rivière (ou Qsp) affiche 6,3 litres par seconde et par kilomètre carré de bassin.